# Dongli

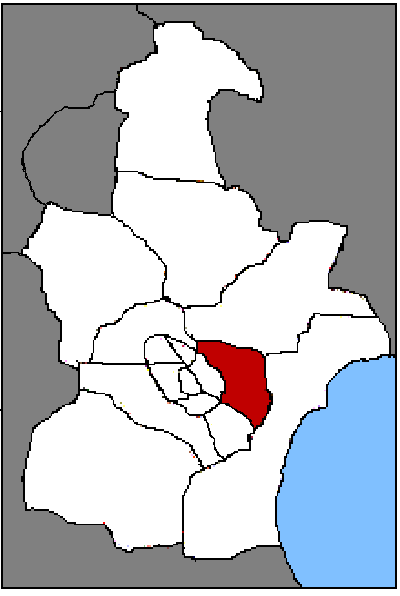
Lage Donglis in Tianjin

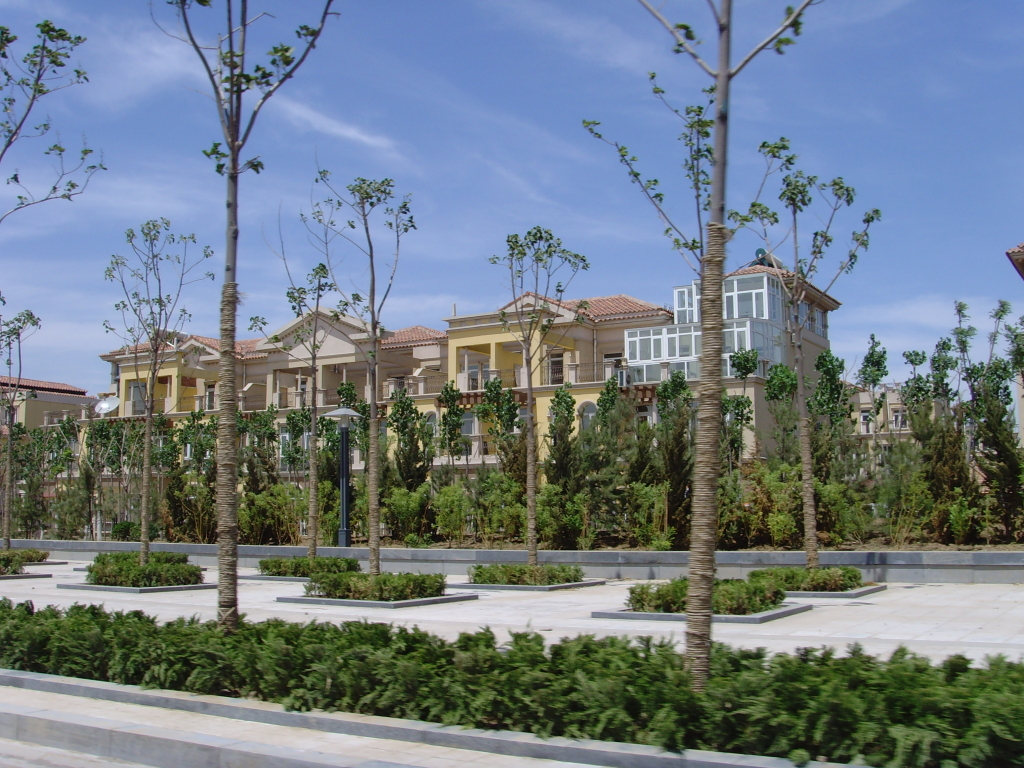
Wohnungen in Dongli

Dongli (chinesisch 东丽区, Pinyin Dōnglì Qū) ist ein Stadtbezirk der regierungsunmittelbaren Stadt Tianjin in der Volksrepublik China. Dongli hat eine Fläche von 469,2 km² bei einer Nord-Süd-Ausdehnung von 25 km und einer West-Ost-Ausdehnung von 30 km. Die Einwohnerzahl beträgt 857.027 (Stand: Zensus 2020). Im Jahre 2011 lebten etwa 360.000 Einwohner in Dongli.
Das Territorium von Dongli ist eben und fällt von Westen nach Osten leicht ab. Im Süden wird es vom Fluss Hai He und im Norden vom Jinzhong He durchflossen. Das Klima ist gemäßigt bis leicht kontinental bei einer Jahresdurchschnittstemperatur von 11,8 °C, 188 frostfreien Tagen pro Jahr und einem Jahresniederschlag von 598 mm.
Dongli wird von mehreren wichtigen Verkehrswegen durchzogen. Dazu gehören die Peking-Shanhaiguan-Eisenbahn oder die Autobahn Peking-Tianjin-Tanggu. Der Flughafen Tianjin befindet sich in der Mitte des Stadtbezirkes Dongli.
Zu den Attraktionen für Besucher gehören der Deich aus Muschelschalen, der Laomu-Tempel, der Taishan Xinggong, das Erholungsgebiet Dongli-See und das Landschaftsschutzgebiet beiderseitig des Hai He.

## Administrative Gliederung
Auf Gemeindeebene setzt sich Dongli aus elf Straßenvierteln zusammen. Diese sind:
- Straßenviertel Zhangguizhuang (张贵庄街道);
- Straßenviertel Fengniancun (丰年村街道);
- Straßenviertel Wanxin (万新街道);
- Straßenviertel Wuxia (无瑕街道);
- Straßenviertel Xinli (新立街道);
- Straßenviertel Junliangcheng (军粮城街道);
- Straßenviertel Jinzhong (金钟街道);
- Straßenviertel Huaming (华明街道);
- Straßenviertel Jinqiao (金桥街道);
- Straßenviertel Donglihu (东丽湖街道);
- Straßenviertel Huaxin (华新街道).

Die Verwaltung des Stadtbezirkes befindet sich in Zhangguizhuang.